# Gazakrigen 2023-nu
|  | Denne artikel beskriver en aktuel begivenhed Informationerne kan blive ændret hurtigt, som begivenheden skrider frem. |

Gazakrigen 2023-nu er en krig mellem Israel på den ene side og især den militante palæstinensiske organisation Hamas på den anden side. Krigen har foreløbig varet fra oktober 2023, til en våbenhvile trådte i kraft i januar 2025. 
Krigen blev indledt tidligt om morgenen den 7. oktober 2023 ved, at Hamas udførte et overraskelsesangreb (Operation al-aqsa flood) ind i Israel, hvor ca. 1200 israelere blev dræbt, og omkring 240 personer blev bortført som gidsler. Israel igangsatte sin gengældelsesaktion Operation Swords of Iron senere samme dag, erklærede dagen efter formelt Hamas krig og indledte yderligere en række bombardementer af Gazastriben, som sidst i oktober blev fulgt op af en egentlig israelsk militær invasion af området. 
Det militært overlegne Israel opnåede efterhånden kontrol med det meste af Gazastriben. Bombardementerne og kamphandlingerne fordrev størstedelen af Gazas befolkning fra deres hjem. I juni 2025 vurderedes over 55.000 palæstinensere at være blevet dræbt. 100.000 meldtes sårede og mere end 10.000 savnede. Afhængigt af kilderne meldtes op til 15.000 Hamaskrigere dræbt. Samtidig har fødevaresituationen ofte været kritisk for den palæstinensiske civilbefolkning i Gaza, og FN-repræsentanter har flere gange advaret om risikoen for storstilet hungersnød.
Hamas' angreb den 7. oktober 2023 mødte udbredt fordømmelse verden over og blev betegnet som terrorisme af blandt andet de fleste vestlige lande, der erklærede støtte til Israel. Efterhånden som krigen førte til en stor humanitær krise i Gazastriben, blev Israel imidlertid mødt af stigende pres for at tillade mere humanitær hjælp. Sydafrika anklagede i januar 2024 Israel for folkemord ved Den Internationale Domstol i Haag, og retten pålagde Israel at sikre, at landet ikke begik folkedrabshandlinger. Et overvældende flertal i FN's generalforsamling opfordrede flere gange under krigen til en øjeblikkelig våbenhvile mellem parterne. Sidst i marts 2024 vedtog også FN's sikkerhedsråd en resolution, der krævede øjeblikkelig våbenhvile i Gaza. Resolutionen fik dog ingen umiddelbare virkninger.
I januar 2025 blev der indgået en våbenhvile, der blandt andet medførte løsladelse af nogle israelske gidsler og palæstinensiske fanger. Efter to måneder startede krigen igen midt i marts med et israelsk overraskelsesangreb på Gaza natten til den 18. marts. Israel blokerede samtidig for nødhjælp til Gaza og iværksatte en ny offensiv for at besætte hele området. Formålet vurderedes at være et forsøg på helt at presse den palæstinensiske befolkning ud af Gazastriben.

## Baggrund
Krigen er den seneste i en række væbnede konflikter siden staten Israels oprettelse i 1948 mellem Israel på den ene side og forskellige palæstinensiske grupper og deres støtter blandt nogle arabiske lande på den anden side. Israel besatte Gazastriben og Vestbredden under seksdageskrigen i 1967. I 2005 trak landet sit militær ud af Gaza, men befæstede samtidig området rundtom, så landet bevarede kontrollen med al trafik mellem Gaza og omverdenen inklusive sø- og luftvejene.
Den militante bevægelse Hamas vandt de palæstinensiske valg i 2006 og fik efter en konflikt med den konkurrerende palæstinensiske organisation Fatah ene kontrol over Gaza, som siden 2007 blev blokeret af Israel og Egypten, så transport af varer og personer til og fra området har været vanskeliggjort. Siden har der i 2008-2009, 2012, 2014 og 2021 været krigshandlinger i Gazaområdet. Indtil begivenhederne i 2023 var den voldsomste konflikt Gazakrigen 2014, hvor Israel invaderede Gazastriben med landtropper efter at have bombet området i mere end en måned.

## Krigens gang

### Hamas' angreb
Hamas' militære operation begyndte tidligt om morgenen med raketbeskydning, der omfattede mindst 3.000 raketter, som blev skudt ind over Israel. Samtidig angreb militante Hamas-krigere den israelske grænsebarriere og tiltvang sig adgang til israelsk territorium, hvorfra de fortsatte deres fremrykning dybere ind i israelsk territorium ved hjælp af diverse køretøjer. Hamas-krigerne angreb efterfølgende de nærliggende israelske samfund og militærbaser. Hamas døbte deres angreb "Operation al-Aqsa Stormflod"(arabisk: عملية طوفان الأقصى, transskription: ʿamaliyyat ṭūfān al-ʾAqṣā). Angrebene omfattede angreb på israelske soldater og civile, inklusive kvinder og børn. Heriblandt en massakre på Supernova-musikfestivalen i Negevørkenen, hvor mindst 260 civile mennesker blev dræbt. Omkring 1.200 israelere (opgjort 12. november 2023) blev dræbt under angrebet. Ligeledes blev flere israelere bortført til Gazastriben, hvor de blev holdt som gidsler af Hamas. Ifølge det israelske militær var tallet 242 personer.

### Israels invasion
Den israelske hær mobiliserede 300.000 reservister til at supplere de stående styrker på 160.000 mand. Israel erklærede officielt krig den 8. oktober 2023 og beordrede dagen efter en "total belejring" af Gazastriben for  at forhindre vand, elektricitet, mad og brændstof at komme ind i området. Israel døbte landets modangreb "Operation jernsværd" (hebraisk: מבצע חרבות ברזל, transskription: Mivtsá charvót barzél).
Allerede den 7. oktober havde israelske militærfly påbegyndt bombninger af Gaza, og sidst i oktober trængte israelske kampvogne og soldater ind i Gaza. Israel beordrede beboerne i Gaza til at evakuere fra det nordlige til det sydlige Gaza, men bombede også steder, som palæstinenserne havde fået besked om at evakuere til. Krigen forårsagede en voldsom humanitær krise i Gaza grundet lav og uregelmæssig adgang til fødevarer og andre humanitære forsyninger. Sundhedsvæsenet kollapsede delvist, de fleste hospitaler blev sat ud af drift, og der opstod akut mangel på drikkevand, mad, brændstof og medicint; Israel udtalte, at brændstof blev brugt af Hamas til militær brug. Israel gennemførte også masseanholdelser med tusindevis af palæstinensere, der blev tilbageholdt eller forsvandt i Israel og de palæstinensiske områder.
Fra slutningen af oktober begyndte der at komme advarsler om mangel på fødevarer til befolkningen i Gaza. Den 23. oktober sagde Cindy McCain, direktør for FN's verdensfødevareprogram WFP, at nogle indbyggere allerede på det tidspunkt var ved at dø af sult.

### November-december
Sidst i november blev der ved Egypten og Qatars mellemkomst forhandlet en våbenhvile på en uge, hvorunder Hamas løslod 110 af deres gidsler til gengæld for 240 palæstinensiske fanger i israelske fængsler. Efter at våbenhvilen løb ud, genoptog den israelske hær sin fremrykning og besatte byen Khan Younis i den sydlige del af Gazastriben. En lang række civile palæstinensere flygtede til Rafah, et af de sidste områder i ly for invasionen. I løbet af nogle uger var over halvdelen af Gazastribens befolkning trængt sammen her. Samtidig blev fødevaresituationen mere alvorlig. 15. december anslog FN, at ni ud af ti indbyggere ikke fik mad hver dag.
Ved slutningen af 2023 var der et højt internationalt pres på Israel som følge af den udbredte ødelæggelse i Gaza og de mange civile ofre.

### 2024
I starten af januar annoncerede Israel, at man ville gå over til en mere målrettet militær strategi, der reducerede antallet af dræbte pr. dag. I februar meddelte israelerne, at de ville udvide krigen til Rafah-området, hvilket førte til international bekymring over de humanitære omkostninger herved.
Den 18. marts erklærede en rapport, støttet af bl.a. EU, WHO og UNICEF, at over en million mennesker i Gaza var på vej ind i hungersnød. Ifølge Andreas Hansen, nordisk chef for FN's fødevareprogram WFP, var der mange lastbiler fyldt med mad ved grænseovergangene til Gaza, som ikke fik lov til at komme ind i området. Ifølge rapporten var hvert tredje barn under to år i det nordlige Gaza svært fejlernæret eller udmagret.
20. maj 2024 udstedte anklageren ved Den Internationale Straffedomstol (ICC) en anmodning om arrestordrer på Israels premierminister Benjamin Netanyahu og forsvarsminister Yoav Gallant samt de tre Hamasledere Yahya Sinwar, Mohammad Deif og Ismail Haniyeh for et formodet ansvar for krigsforbrydelser og forbrydelser mod menneskeheden. Et dommerpanel skulle efterfølgende tage stilling til, om arrestordrerne faktisk skulle udstedes. I juli blev Haniyeh dræbt af et israelsk angreb i Irans hovedstad Teheran, og i oktober blev Sinwar dræbt af israelske soldater i Rafah.

### Spredning til andre områder
Selvom krigshandlingerne først og fremmest fandt sted i først Israel og siden Gazaområdet, var der også voldshandlinger og ofre andre steder. Den israelske hær IDF forøgede sine togter på Vestbredden, hvor den blokerede flere byområder og foretog bombetogter for første gang siden den anden intifada i 2000-2005. Desuden tiltog israelske bosætteres angreb på palæstinensere på Vestbredden. IDF havde også flere træfninger med den libanesiske milits Hizbollah ved den israelsk-libanesiske grænse, selvom både IDF og Hizbollah tøvede med at eskalere kampene. Den yemenitiske houthi-bevægelse sendte både missiler og droner mod det sydlige Israel og skibe i Det Røde Hav, hvilket førte til en international krise i Det Røde Hav 2023-24.
Israel udførte i løbet af krigen en række luftangreb på Irans og dets allieredes militære installationer i flere lande, blandt andet i Syrien. 1. april 2024 blev et iransk konsulat beliggende ved Irans ambassade i Syriens hovedstad Damaskus bombet af formodede israelske fly, og flere højstående medlemmer af Irans revolutionsgarde dræbt. Angrebet førte til et gengældelsesangreb af iranske droner og missiler mod militære mål i Israel natten mellem 13. og 14. april, der dog næsten alle blev skudt ned af det israelske luftforsvar.
I september 2024 blev krigen for alvor spredt til Libanon, da tusindvis af såkaldte personsøgere tilhørende medlemmer af den libanesiske Hizbollah-milits eksploderede. En lang række eksperter vurderede, at Israel stod bag dette angreb, selvom landet ikke officielt indrømmede det. Få dage senere iværksatte Israel omfattende luftangreb på Beirut, og 1. oktober påbegyndte den israelske hær en landoffensiv i det sydlige Libanon vendt imod Hizbollah.

### 2025
Efter flere måneders forhandlinger om en våbenhvile i Qatars hovedstad Doha med Qatar og Egypten som mæglere blev der i januar 2025 efter hårdt amerikansk pres indgået en aftale mellem parterne. 15. januar meddelte Quatars premierminister, at der var indgået våbenhvile, der trådte i kraft 19. januar. Våbenhvilen skulle vare i foreløbig seks uger og blandt andet indebære udveksling af fanger. Efter denne første fase skulle der forhandles særskilt om en anden og tredje fase i våbenhvilen.
Da våbenhvilen indtraf, blev det vurderet, at Israel rent militært havde vundet krigen med sit ekstremt aggressive svar på terrorangrebet og nu havde styrket sin militærstrategiske position i Mellemøsten enormt. Selvom Israel ikke havde nået sit erklærede mål om at eliminere Hamas, var organisationen blevet stærkt svækket og en stor del af dens ledere dræbt. Hamas havde desuden mistet tusinder af erfarne soldater, størstedelen af sit våbenarsenal og meget af sin underjordiske militære infrastruktur, selvom den også vurderedes at have rekrutteret mange nye krigere under krigen. Desuden var Hizbollah i Libanon blevet stærkt svækket både militært og politisk. Til gengæld havde Israel tabt meget diplomatisk støtte internationalt, også i Europa og USA. Landet stod ved våbenhvilens indgåelse anklaget ved Den Internationale Domstol i Haag for folkemord, og Den Internationale Straffedomstol havde udstedt arrestordrer mod Benjamin Netanyahu og forsvarsminister Yoav Gallant. En  igangværende normalisering af forholdet mellem Israel og Saudi-Arabien var blevet lagt på is som følge af krigen, og Saudi-Arabien har udtalt, at den kun vil blive genoptaget, hvis der bliver oprettet en palæstinensisk stat.
I løbet af de seks uger, våbenhvilens første fase varede, frigav Hamas i alt 25 levende og otte dræbte gidsler, mens Israel frigav knap 2.000 fængslede palæstinensere. Israel trak også sine tropper tilbage fra det meste af Gazastriben og tillod humanitær hjælp til de mange nødlidende civile. Imidlertid havde parterne svært ved at blive enige om våbenhvilens anden fase. Israel skiftede kurs i forhandlingerne og standsede leverancerne af nødhjælp til Gaza. Natten til 18. marts startede Israel et overraskelsesangreb på Gaza, hvorved våbenhvilen blev endeligt brudt og mere end 400 indbyggere blev dræbt.
I maj påbegyndte Israel "Operation Gideon's Chariots" med det formål at besætte hele Gazastriben i en operation, der blev fordømt af FN og flere europæiske ledere. Seniorforsker Lars Erslev Andersen fra Dansk Institut for Internationale Studier vurderede, at formålet med kampagnen var at drive palæstinenserne ud af Gaza ved gennem bombninger, udsultning og interne fordrivelser at gøre livet i området uudholdeligt for dem. Samtidig godkendte den israelske regering 22 nye bosættelser på Vestbredden, som ville udgøre den største udvidelse af jødiske bosættelser i det besatte område i mange år. Ifølge Jyllands-Posten var det tegn på en krybende, men hastigt stigende annektering af det besatte område.

## Antal dræbte og andre tab

### Palæstinensiske tab
Da våbenhvilen blev indgået 19. januar 2025, var 46.000 palæstinensere blevet dræbt i Gaza ifølge Hamas. Heraf var over 13.000 børn.
En analyse udgivet i begyndelsen af 2025 estimerede omkring 64.000 døde af "traumatisk skade" frem til den 30. juni 2024 og at omkring 60% var enten børn (under 18 år), kvinder eller ældre (over 64 år). Ifølge Israel har landet dræbt ca. 20.000 krigere, mens Hamas siger, at dette tal er overdrevent, uden selv at angive et præcist tal. Over 100.000 indbyggere var såret, og FN frygtede, at den afbrudte skolegang og ødelæggelsen af skolerne kunne have gjort Gazas 700.000 børn og unge til en tabt generation. Næsten hele Gazas befolkning på 2,3 millioner mennesker var blevet hjemløse under krigen. Ifølge FN var 92 % af alle boligerne i Gaza blevet ødelagt under krigen.
5. juni 2025 var antallet af bekræftede dræbte palæstinensere i Gaza som oplyst af Gazas sundhedsministerium steget til 54.677 personer, heraf  mindst 17.400 børn.
Desuden var ca. 850 personer blevet dræbt og ca. 6.700 personer såret på Vestbredden.

### Israelske tab
Ifølge Reuters er omkring 400 israelske soldater blevet dræbt som følge af krigen i Gaza pr. 19. januar 2025.

### De israelske gidslers skæbne
Under angrebet den 7. oktober tog Hamas ca. 250 gidsler fra Israel tilbage til Gazastriben. Knap halvdelen af de tilfangetagne var enten ikke israelske statsborgere eller havde dobbelt statsborgerskab. Inden afslutningen af krigshandlingerne i januar 2025 var 117 gidsler vendt levende tilbage til Israel. 105 var blevet løsladt som led i en fangeudveksling under våbenhvilen i 2023, fire var blevet løsladt af Hamas som følge af en uafhængig beslutning, og otte var blevet befriet af den israelske hær. Desuden var ligene af 39 gidsler blevet bragt tilbage til Israel i løbet af krigen, hvoraf tre var blevet dræbt af den israelske hærs egen ild under kampene. 73 gidsler blev ifølge israelske myndigheder dræbt, mens de var i Hamas' varetægt.
Ved våbenhvilens indgåelse i januar 2025 var 94 gidsler fortsat i fangenskab i Gazastriben, hvoraf 91 var blevet bortført den 7. oktober 2023, og de tre sidste var blevet fanget tidligere. Som en del af våbenhvileaftalen skulle Hamas løslade 33 gidsler i våbenhvilens første fase, mens Israel til gengæld skulle løslade mere end 1.000 palæstinensiske fanger fra israelske fængsler.
I juni 2025, efter at Israel havde påbegyndt sin fornyede offensiv, vurderedes det, at der fortsat befandt sig 56 gidsler i Gaza, hvoraf omkring halvdelen formodedes at være i live.

## Internationale reaktioner
Hamas' angreb den 7. oktober mødte udbredt fordømmelse verden over og betragtet som terrorisme imod civile af blandt andet de fleste vestlige lande samt Indien og Sydkorea. Nogle lande, især en række arabiske lande samt Tyrkiet, Rusland og Kina afstod fra at fordømme Hamas specifikt og opfordrede i stedet til tilbageholdenhed i konflikten. Blandt andet den amerikanske præsident Joe Biden erklærede i starten af krigen sin utvetydige støtte til Israel.
Efterhånden som krigen førte til en stor humanitær krise i Gazastriben, blev Israel imidlertid mødt af stigende pres for at tillade mere humanitær hjælp, og flere modstandere af krigen beskyldte Israel for at bedrive folkemord. Det internationale diplomati udtrykte også efter krigsudbruddet en fornyet interesse for at skabe en tostatsløsning i Palæstina. Under krigen anerkendte flere nye lande Staten Palæstina. Det gjaldt således Norge, Spanien og Irland.

### Afstemninger i FN
Såvel FN's sikkerhedsråd som generalforsamling behandlede flere gange under krigshandlingerne spørgsmålet om en våbenhvile i konflikten. Den 27. oktober 2023 stemte et stort flertal i generalforsamlingen for en øjeblikkelig humanitær våbenhvile og et krav om, at humanitær bistand skulle kunne komme ind i Gaza og civile beskyttes. 120 lande stemte for resolutionen, mens 45 lande, deriblandt Danmark, undlod at stemme, og 14 lande, deriblandt Israel og USA, stemte imod. Resolutionen var dog ikke bindende. Den 12. december stemte et endnu mere overvældende flertal for en ny resolution om våbenhvile. Denne gang stemte 153 lande, deriblandt Danmark, for resolutionen, mens 10 lande, deriblandt Israel og USA, stemte imod.
I FN's sikkerhedsråd, der kan vedtage juridisk bindende resolutioner, blev resolutioner om en våbenhvile flere gange bremset af et veto enten fra USA eller, da USA i marts 2024 fremsatte en resolution om våbenhvile, af Rusland og Kina. Den 25. marts 2024 lykkedes det dog for sikkerhedsrådet at vedtage en resolution, der krævede øjeblikkelig våbenhvile i Gaza og samtidig en øjeblikkelig løsladelse af alle gidslerne fra angrebet 7. oktober 2023. Resolutionen var fremsat af alle de ti ikke-permanente medlemmer af sikkerhedsrådet. 14 af rådets 15 medlemmer stemte for resolutionen. Det 15. medlem, USA, undlod at stemme og nedlagde altså ikke veto.

### Meningsmålinger i andre lande

#### Danmark
I Danmark svarede et flertal i oktober 2023, at de havde mest sympati med Israel. 41 % havde mest sympati med Israel, 16 % havde mest sympati med palæstinenserne, og 37 % havde ikke mere sympati over for nogen af parterne. En måned efter, i november 2023, var andelen, der havde mest sympati med Israel, faldet til 33 %, mens andelen, der havde mest sympati med palæstinenserne, var steget til 22 %. Halvdelen af danskerne mente desuden i november 2023, at Israels militære modsvar på Hamas' angreb d. 7. oktober var for voldsomt.
I oktober 2024 svarede 50 % af de adspurgte danskere i en meningsmåling fra Gallup, at de var uenige eller overvejende uenige i, at Israel anvendte rimelige metoder, mens 68 % svarede, at de var uenige eller overvejende uenige i, at Hamas anvendte rimelige metoder i krigen. I samme meningsmåling mente 39 %, at Danmark burde anerkende staten Palæstina, mens 18 % var imod, og 43 % svarede "ved ikke".

#### USA
I november 2023 var den amerikanske befolkning splittede over Israels militære reaktion i Gazakrigen, dog med en lille overvægt af positivt stemte amerikanere. I marts 2024 havde holdningen i USA imidlertid ændret sig, da kun hver tredje amerikaner bakkede op om Israels militære ageren, mens 55% ikke kunne bakke op. I en måling i januar 2024 var USA det eneste rige land blandt dem, som indgik i undersøgelsen, hvor flertallet ser positivt på Israel generelt. Selvom opbakningen i USA var relativt stor, faldt andelen af amerikanere, der så positivt på Israel, med 15 % mellem februar 2023 og februar 2024, og faldet var størst for de yngre befolkningsgrupper.

### Boykot og økonomiske sanktioner
Internationale pro-palæstinensiske grupper har opfordret til boykot af virksomheder og organisationer, der på forskellige måder tjener penge på krigen i Gaza. En global undersøgelse konkluderede i juni 2024, at omtrent hver tredje forbruger verden over boykottede specifikke brands som følge af Israels krig i Gaza.
Også i Danmark opfordrede flere til boykot, og studenterorganisationen bag en teltlejr på Københavns Universitet havde som målsætning, at universitetet skulle trække investeringer ud af virksomheder, der opererer på den besatte Vestbred, hvilket KU senere lovede at efterleve. Knap 1000 forskere og akademiske medarbejdere fra Norden opfordrede i november 2023 i et fælles brev til boykot af israelske akademiske institutioner, indtil "Israel afslutter sin krig mod Gaza og sætter en stopper for sin ulovlige besættelse af og apartheidstyre i Palæstina."
Enkelte lande stoppede helt samhandlen med Israel, og i flere lande var der folkelig opbakning for økonomiske sanktioner. I Irland svarede 76 %Pr.  juni 2024 i en survey, at EU burde indføre økonomiske sanktioner mod Israel. I Storbritannien var 56 %Pr.  april 2024 for et forbud mod eksport af våben og militært udstyr til Israel. I Tyskland støttede 51 %Pr.  juni 2024 økonomiske sanktioner som følge af den militære offensiv i Gaza.

### Islamofobi og antisemitisme
Stærke følelser om krigen i en række vestlige lande førte til en bølge af islamofobi, antisemitisme og antiarabisk og antipalæstinensisk racisme under krigen. I løbet af konfliktens første uger registrerede den amerikanske organisation Council on American-Islamic Relations (CAIR) 774 islamofobiske hændelser i USA imod 63 rapporteret i hele august. I det samme tidsrum rapporterede Anti-Defamation League 312 antisemitiske hændelser i USA imod 64 hændelser i den tilsvarende periode året før.

## Anklager om krigsforbrydelser og folkedrab
Voldsomme civile tab førte til, at både Israel og Hamas blev anklaget for krigsforbrydelser under krigshandlingerne. Såvel Den Internationale Domstol (ICJ) som Den Internationale Straffedomstol (ICC) rejste sager i forbindelse med krigen. Begge domstole har sæde i Haag i Nederland, men fungerer uafhængigt af hinanden og under hver sin internationale traktat.

### Folkedrabssag ved Den Internationale Domstol
Krigen resulterede i, at Israel i januar 2024 blev anklaget for folkemord i Gaza af Sydafrika, som indbragte sagen for Den Internationale Domstol (ICJ) i Haag, der er FN's øverste juridiske organ. Sydafrika fremførte her sin anklage om folkemord på palæstinenserne. Landet lagde vægt på det meget store antal døde og sårede i Gaza og faren for en hungersnød, som kunne få store konsekvenser for den palæstinensiske befolkning. Hele den palæstinensiske befolkning manglede på det tidspunkt mad, og fire ud af verdens fem ekstremt sultende befandt sig i Gaza ifølge Marc Schack, lektor i folkeret ved Københavns Universitet. Sydafrikas mål var i første omgang at få domstolen til at erklære, at Sydafrika havde en "plausibel sag", hvilket kunne føre til et påbud mod Israel om foreløbig at indstille deres kamphandlinger.
Den 26. januar besluttede domstolen at gå videre med sagen og pålagde Israel omgående at sikre, at landet ikke begik folkedrabshandlinger i Gaza, blandt andet ved at give adgang til mere nødhjælp. Domstolen pålagde også, med henvisning til den israelske forsvarsminister Yoav Gallants ord om, at palæstinenserne var "menneskelige dyr", Israel at forebygge og straffe israelske tilskyndelser til folkemord. Domstolen gav den israelske regering pålæg om at afgive en statusrapport til domstolen efter en måned.
28. marts 2024 beordrede domstolen i en ny kendelse Israel til at gøre alt, hvad landet kunne, for at sikre, at basale fødevareforsyninger kunne komme ind til civilbefolkningen i Gazastriben uden yderligere forsinkelser.

### Anklager ved Den Internationale Straffedomstol
I november 2024 udstedte Den Internationale Straffedomstol (ICC) i Haag, der fører sager om forbrydelser mod menneskeheden og krigsforbrydelser, arrestordre på Israels premierminister Benjamin Netanyahu, den tidligere israelske forsvarsminister Yoav Gallant og Hamaslederen Mohammad Deif, som alle blev anklaget for krigsforbrydelser begået fra oktober 2023 til maj 2024. Arrestordren betød, at hvis de pågældende blev observeret i et af de 124 lande, der er medlemmer af ICC, skulle det pågældende land udlevere vedkommende til domstolen. Da Israel ikke var et af medlemslandene, kunne landet uden konsekvenser afvise at udlevere Netanyahu til Haag. Blandt andet USA, Kina og Rusland er heller ikke medlem af ICC, men bl.a. Danmark og de fleste andre lande er. Anklagen mod de to israelske politikere lød på, at de havde brugt sult som krigsvåben og begået "forbrydelser mod menneskeheden i form af mord, forfølgelse og andre inhumane handlinger". Anklagen mod Deif gik ikke mindst på, at han havde været medansvarlig for angrebet mod Israel den 7. oktober 2023 og dermed bevidste angreb mod civile, hvilket kvalificerede som både forbrydelser mod menneskeheden og krigsforbrydelser.